# 蘇门答腊角鸮
蘇门答腊角鸮（学名：Otus brookii）分布于蘇门答腊以及婆罗洲。Otus brookii brookii分布于蘇门答腊，Otus brookii solokensis则分布于婆罗洲。栖息在热带雨林，云雾林里，在海拔900至2500公尺间的树冠中层活动。